# Cañón del Congo

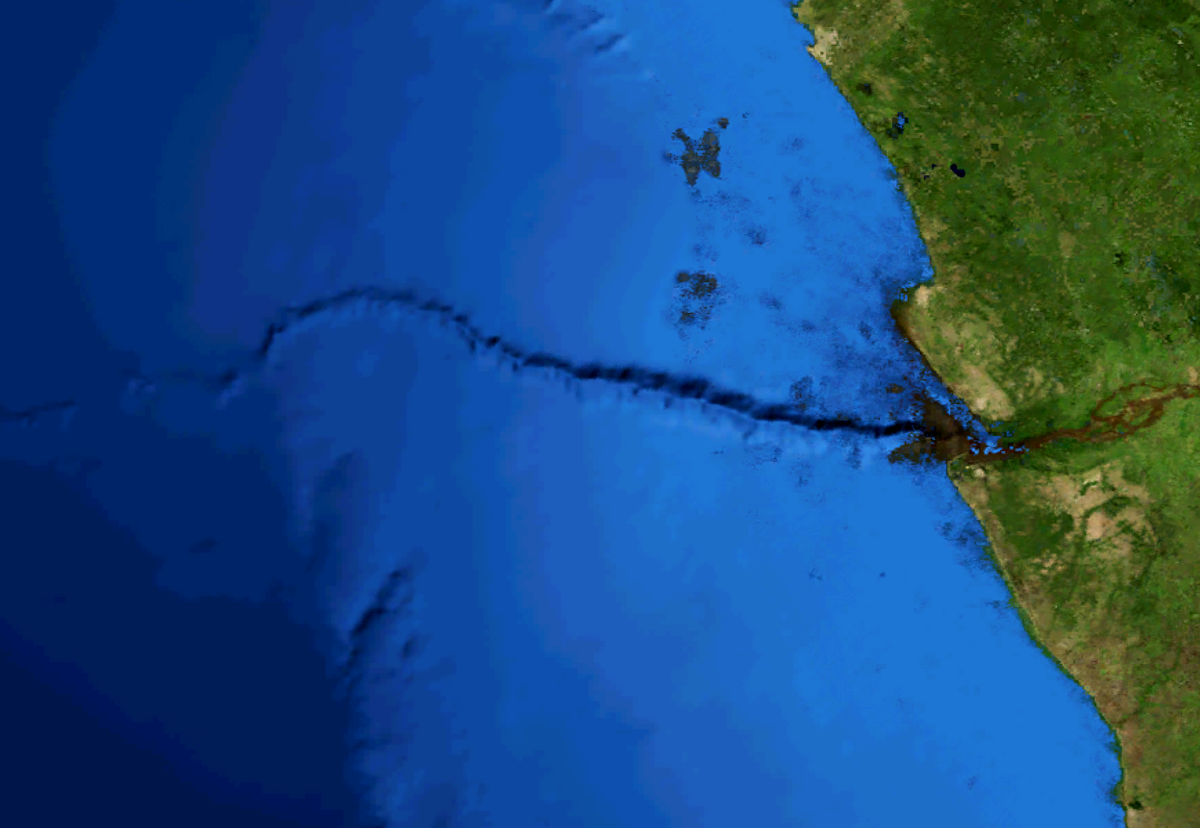
Imagen satelital del Cañón desde la costa del Congo hasta el Atlántico interior.

El cañón del Congo (en francés: Canyon du Congo) es un cañón submarino africano que se encuentra al final del río Congo en África. Es uno de los cañones submarinos más grandes del mundo.

## Extensión
El cañón comienza tierra adentro en el continente africano, a mitad del estuario del Congo,  a una profundidad de 21 metros. Atraviesa toda la plataforma continental durante 85 km hasta llegar al borde de la plataforma, luego continúa hacia abajo y termina a 280 km de su inicio. En su punto más profundo, las paredes del cañón en forma de V tienen 1100m de altura y el ancho máximo del cañón es de aproximadamente 9 millas. En la parte inferior del talud continental, ingresa al abanico de aguas profundas del Congo y se extiende por 220 km adicionales.

## Corrientes de turbidez

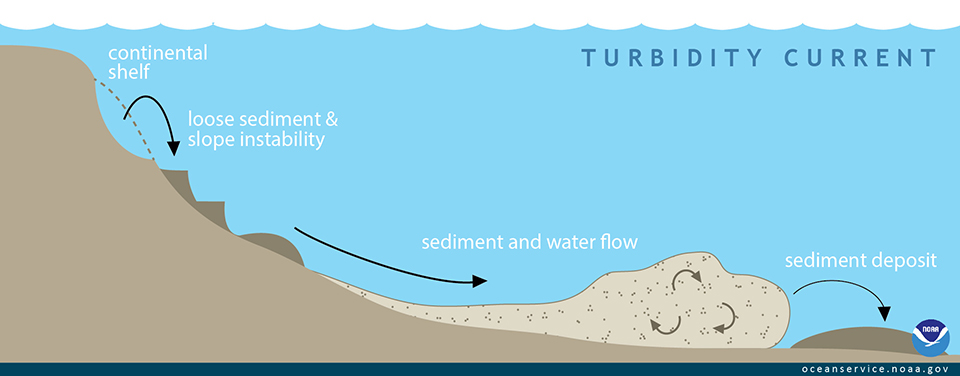
Diagrama de como es una corriente turbia

Las corrientes de turbidez que se encuentran en el cañón del Congo son las más fuertes medidas en el mundo. Se trata esencialmente de avalanchas submarinas que pueden propagarse durante cientos de kilómetros, cuya fuerza y frecuencia se relacionan fuertemente con el período de mayor caudal del río Congo. Sus velocidades varían de aproximadamente 0,7 m/s a 3,5 m/s y los eventos pueden durar más de una semana. Estas corrientes son la fuente principal de erosión en el cañón y representan una porción significativa del sedimento que termina en el abanico al final del cañón. Suelen dañar equipos colocados en el fondo del océano, como amarres y cables telegráficos.

## Características
A diferencia de otros ríos que desembocan en el mar, el Congo no forma un delta porque esencialmente todos sus sedimentos son transportados por corrientes de turbidez a través del cañón submarino hasta el abanico. Esta acumulación es probablemente la mayor del mundo para un sistema submarino actualmente activo. El abanico está formado por flujos de gravedad de sedimentos y otros movimientos de masas submarinas, pero también representa un sistema turbidítico activo muy grande. Aunque existe una corriente neta desde el fondo hacia la superficie del cañón debido al afloramiento, estos eventos superan el flujo de fondo normal y aseguran una deposición continua.